# Arnaldo Pambianco
Arnaldo Pambianco (* 16. August 1935 in Bertinoro; † 6. Juli 2022 ebenda) war ein italienischer Radrennfahrer.

## Leben
Arnaldo Pambianco war Teilnehmer der Olympischen Sommerspiele 1956 in Melbourne, wo er den siebten Platz im Straßenrennen belegte. Ein Jahr später wurde er Italienischer Straßenmeister und erkämpfte den zweiten Platz bei der Straßen-Weltmeisterschaft der Amateure.
1958 wechselte er ins Profilager, wo er im Legnano-Rennstall unter Vertrag genommen wurde, sogleich zwei Straßenrennen in Italien gewann und auf dem 27. Platz im Gesamtklassement des Giro d’Italia landete. Pambianco galt als sehr gleichmäßiger Fahrer, der sowohl in den Bergen als auch bei Zeitfahren sehr stark war. Sein größter Erfolg war der Sieg beim Giro d’Italia 1961. Beim Giro d’Italia 1960 belegte er den 7., 1963 und 1964 den 13. und 1965 den 19. Platz. Er errang insgesamt neun weitere Siege, darunter bei Mailand–Turin 1960, dem Giro di Sardegna 1962, der 18. Etappe im Giro 1963 und beim Fleche Brabanconne 1964. Bei den Straßen-Weltmeisterschaften der Profis belegte er 1961 den 22. und 1962 den 5. Platz. 
Die Tour de France bestritt er viermal und kam 1960 auf den 7. Platz, wurde 1962 65., 1964 21. und rangierte 1965 an 19. Stelle. Von 1963 bis 1966 fuhr er im Salvarani-Team und bestritt auch im letzten Jahr seiner Karriere den Giro d’Italia, den er als 35. der Gesamtwertung beendete. Im Alter von 31 Jahren hängte er sein Rennrad nach neun Jahren bei den Professionels an den Nagel.
Als seine Frau Fabiola im März 2022 starb, verkraftete Pambianco dies nicht. In den frühen Morgenstunden des 6. Juli 2022 tötete er sich im Alter von 86 Jahren selbst, indem er vom Dach seines Hauses sprang.

## Grand-Tour-Platzierungen
| Grand Tour         | 1958 | 1959 | 1960 | 1961 | 1962 | 1963 | 1964 | 1965 | 1965 |
| ------------------ | ---- | ---- | ---- | ---- | ---- | ---- | ---- | ---- | ---- |
| Giro d’ItaliaGiro  | 27   | DNF  | 7    | 1    | DNF  | 13   | 13   | 19   | 35   |
| Tour de FranceTour | –    | –    | 7    | –    | 25   | –    | 21   | 19   | –    |